# Яновский сельсовет (Гомельская область)
Яновский сельсовет (белор. Яноўскі сельсавет) — упразднённая административная единица на территории Ветковского района Гомельской области Белоруссии. Административный центр — агрогородок Яново.

## История
11 января 2023 года Столбунский, Малонемковский и Яновский сельсоветы Ветковского района Гомельской области объединены в одну административно-территориальную единицу — Столбунский сельсовет, с включением в его состав земельных участков Малонемковского и Яновского сельсоветов.

## Состав
Яновский сельсовет включает 5 населённых пунктов:
- Будище-Столбунская — деревня
- Желудье — посёлок
- Лазарев — посёлок
- Рассуха — посёлок
- Яново — агрогородок